# Lac Naplás
Le lac Naplás (en hongrois : Naplás-tó), est une étendue d'eau située à Budapest, dans le quartier de Cinkota. Il s'agit d'un lac de rétention qui régule le Szilas-patak. 